# Óblast del Térek
La óblast del Térek (del ruso: Терская область) fue una unidad administrativa del Imperio ruso establecida en el Cáucaso septentrional, que discurre a lo largo del río Térek, poblada principalmente por integrantes de una las 11 comunidades cosacas del Imperio ruso, cosacos del Térek. Por un decreto del zar Alejandro II de Rusia se creó la óblast en 1860, siendo su centro administrativo la ciudad de Vladikavkaz. 
Esta unidad administrativa incluía los territorios de Chechenia, Ichkeria, Ingusetia, y los okrugs de las Montañas.
En marzo de 1920, por un decreto del Comité Ejecutivo Central Panruso (VTsIK), la óblast del Térek fue fraccionada en Chechenia (incluyendo a Ichkeria) e Ingusetia, (incluyendo a los ókrugs de las Montañas), constituyéndose como unidades territoriales diferentes.
El 20 de enero de 1921, la óblast del Térek se divide entre República autónoma socialista soviética de la Montaña y la gubérniya del Térek. Dentro de la RASS de la Montaña se incluye Chechenia, Kabardino-Balkaria, Ingusetia y Osetia del Norte.
El 30 de noviembre de 1922, Chechenia es separada de la RASS de la Montaña, finalmente liquidando la RASS el 7 de noviembre de 1924.
Todas las repúblicas nacidas de la RASS de la Montaña abarcan la antigua Gubernia del Térek, así como la óblast de Daguestán y partes del krai de Stávropol

## Demografía
Sobre la base de los datos definitivos del censo de 1897 en la Gubernia del Térek, determina la población en 933 936 habitantes, 485 568 hombres y 448 368 mujeres. La configuración por nacionalidades es:
| Nacionalidad                    | Población    |
| ------------------------------- | ------------ |
| Rusos, Ucranianos y Bielorrusos | 314 644 hab. |
| Alemanes                        | 9672 hab.    |
| Judíos                          | 6328 hab.    |
| Georgianos                      | 5893 hab.    |
| Armenios                        | 11 803 hab.  |
| Persas                          | 4245 hab.    |
| Osetios                         | 96 621 hab.  |
| Cabardinos                      | 84 093 hab.  |
| Circasianos                     | 2565 hab.    |
| Chechenos                       | 223 347 hab. |
| Ingusetios                      | 47 184 hab.  |
| Ávaros                          | 15 721 hab.  |
| Tártaros                        | 27 370 hab.  |
| Komis                           | 31 826 hab.  |
| Nogayos                         | 36 577 hab.  |
| Calmucos                        | 3595 hab.    |

### Evolución de la población entre 1872 y 1915[2]
| 1872-1874  | 1883-1884  | 1894       | 1897       | 1915        | verstas2  |
| 531.0 hab. | 688.5 hab. | 934.7 hab. | 932.3 hab. | 1356.2 hab. | 63.7 Vst2 |